# MAZ-547/MAZ-7916

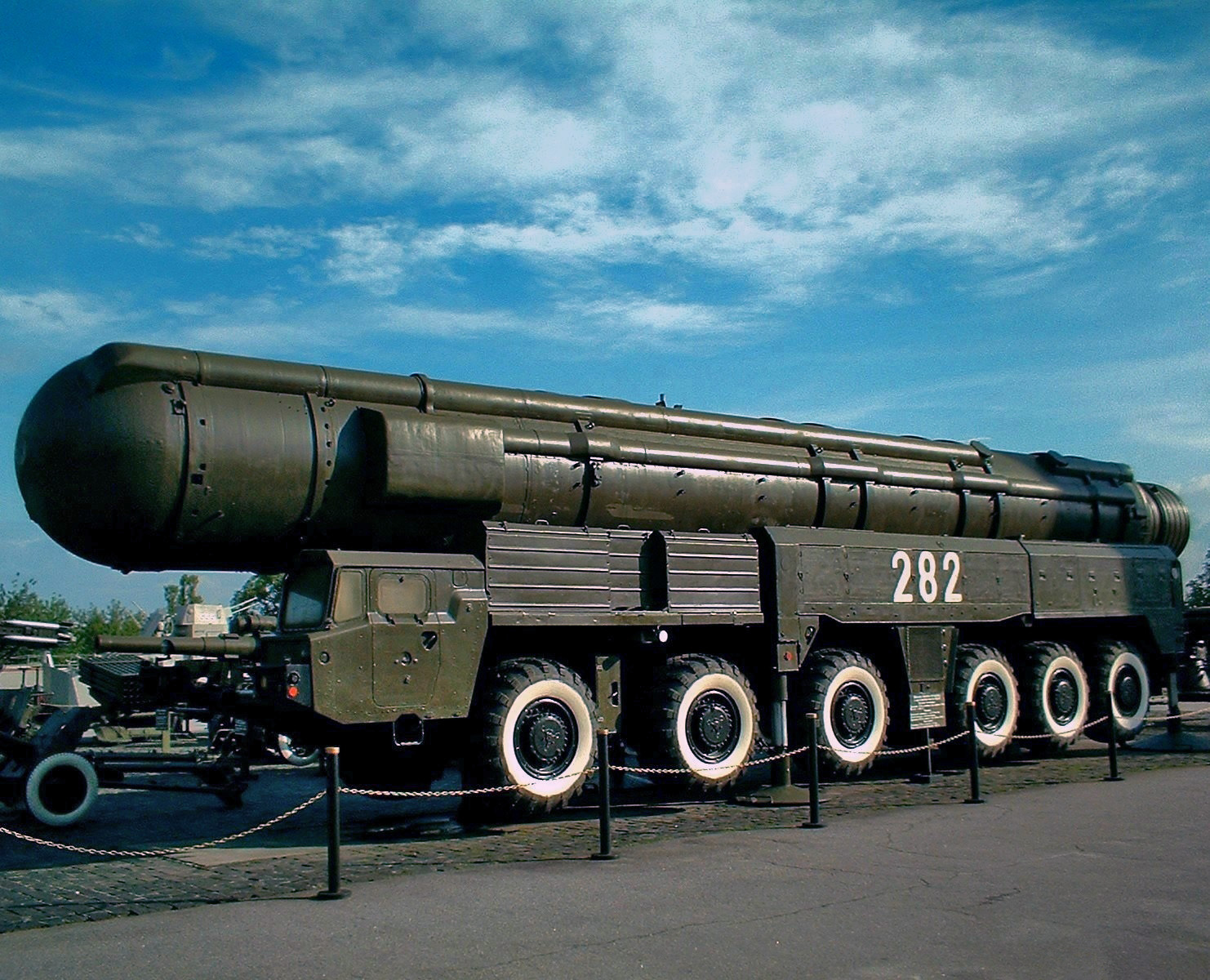
SS-20 auf Basis des MAZ-547W

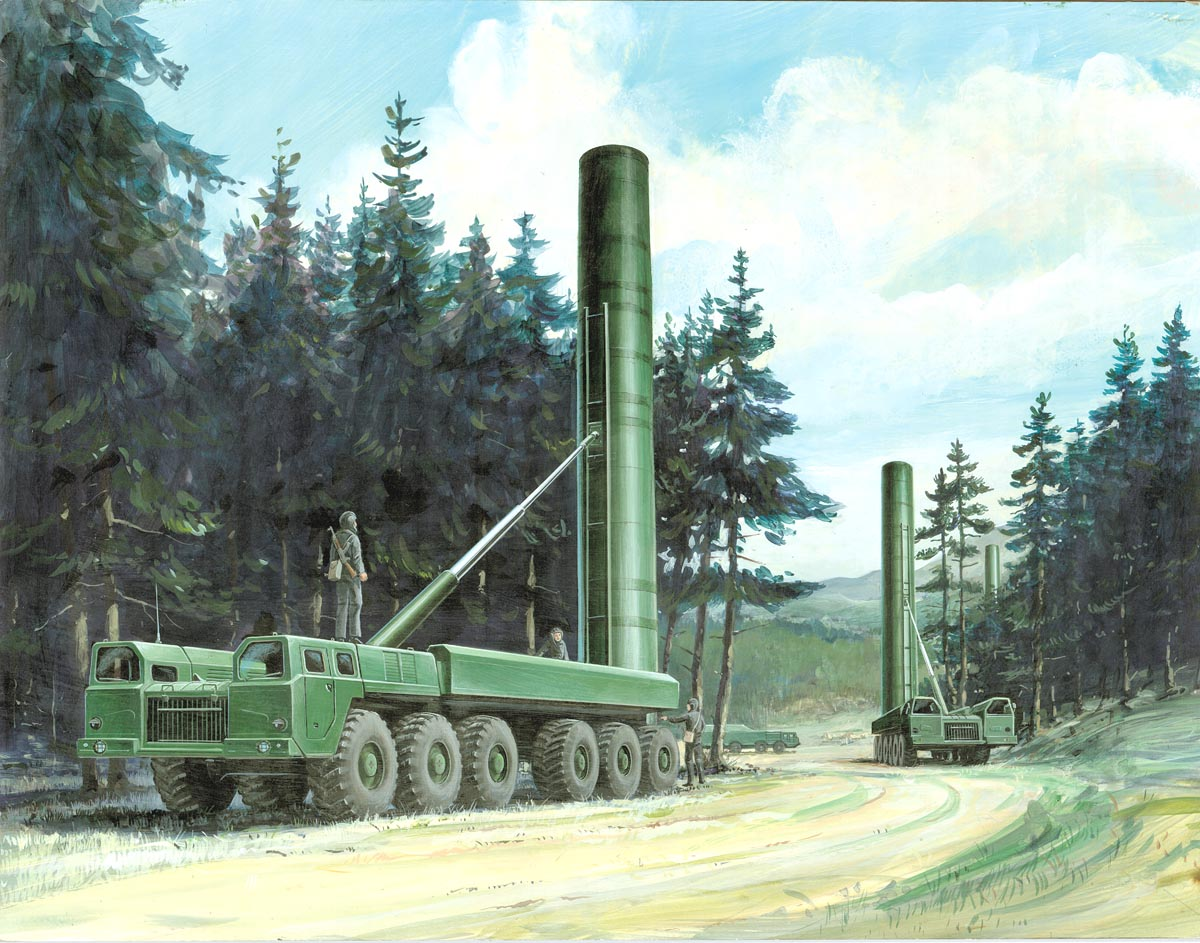
Abschussbereite Startrampe

Die Lkw-Modelle MAZ-547/MAZ-7916 (russisch МАЗ-547/МАЗ-7916) sind Lkw-Typen (12×10, später 12x12) des belarussischen Fahrzeugherstellers Minski Awtomobilny Sawod, die vor allem für den Transport der ballistischen Mittelstreckenrakete RS-14 Temp-2S (SS-16 Sinner) entwickelt wurden.

## Geschichte
Schon im Jahr 1966 forderte die sowjetische Armeeführung geländegängige mobile Abschussrampen für ballistische Raketen. So wurde schließlich der Hersteller Minski awtomobilny sawod, der damals sicherlich die größte Erfahrung hinsichtlich mobiler Raketenstartfahrzeuge auf Radbasis hatte, betraut, ein den Anforderungen entsprechendes Fahrzeug zu entwickeln. Es wurde der MAZ-547A entworfen, der im Wesentlichen auf dem Chassis des Lkw MAZ-543P basiert. 1972 wurden die ersten Fahrzeuge gefertigt, die im Unterschied zum MAZ-543P erheblich länger waren und sechs Achsen anstatt vier Achsen mit der Antriebsformel 12×10 hatten. Ursprünglich war geplant, den Lkw mit fünf Achsen zu konzipieren, was sich aber hinsichtlich der gestellten Anforderungen als ungeeignet erwies. Zur Reduzierung der Gesamtlänge des Fahrzeugs war auch hier der Gefechtskopf zwischen den beiden Führerhäusern gelagert, was, wie beim MAZ-543, das markanteste Merkmal des Fahrzeugs darstellte. Zudem hatte das Fahrzeug hydraulisch ausfahrbare Abstützträger, die vor dem Abschuss des Flugkörpers ausgefahren wurden, um dem Fahrzeug Stabilität zu verleihen. Im Laufe der Produktion wurden geringfügige Verbesserungen vorgenommen, dies führte zum Modell MAZ-547B. Die Variante, die beim Raketenkomplex RSD-10 Pioner-UTTH verwendet wurde, basierte auf der Variante MAZ-547W. Um 1980 wurde der MAZ-547 nochmal grundlegend modernisiert und erhielt die Bezeichnung MAZ-7916. Der für den Transport der moderneren Pioner-3-Raketen konzipierte MAZ-7916 war breiter, höher und die Kabine wurde überarbeitet. Zudem erfolgte der Antrieb nun mit allen Rädern (12×12). Insgesamt wurden bis 1986 etwa 500 Fahrzeuge des Typs hergestellt.
Aus dem MAZ-547 und dessen Nachfolgemodellen wurden die Lkw MAZ-7912 und MAZ-7917 entwickelt, die beim Raketenkomplex Topol Verwendung finden.

## Technische Daten
→Quelle
| Kenngrößen               | MAZ-547A                | MAZ-547W, MAZ-7916      |
| ------------------------ | ----------------------- | ----------------------- |
| Konstrukteur             | W.P. Barmin, TsKB Titan | W.P. Barmin, TsKB Titan |
| Besatzung                | 3 Mann                  | 3 Mann                  |
| Breite                   | 3,05 m                  | 3,20 m                  |
| Länge                    | 17,30 m                 | 17,30 m                 |
| Höhe                     | 3,3 m                   | 2,9 m                   |
| Achsenzahl               | 6 (12×10)               | 6 (12×12)               |
| Geschwindigkeit (Straße) | 40 km/h                 | 40 km/h                 |
| Motor                    | Dieselmotor             | Dieselmotor             |
| Motorleistung            | 710 PS (529,5 kW)       | 710 PS (529,5 kW)       |
| Max. Gesamtgewicht       | 83.950 kg               | 83.950 kg               |